# Fritz Mielert
Fritz Mielert (* 3. Juli 1879 in Wartha (Neiße); † 4. August 1947 in Dortmund) war Lehrer, später Bezirksleiter der Dortmunder Reichsschrifttumskammer. Bekannt wurde er jedoch als westfälischer Heimat- und Reiseschriftsteller sowie vor allem als Fotograf von Landschaften und kulturhistorischen Objekten.

## Leben

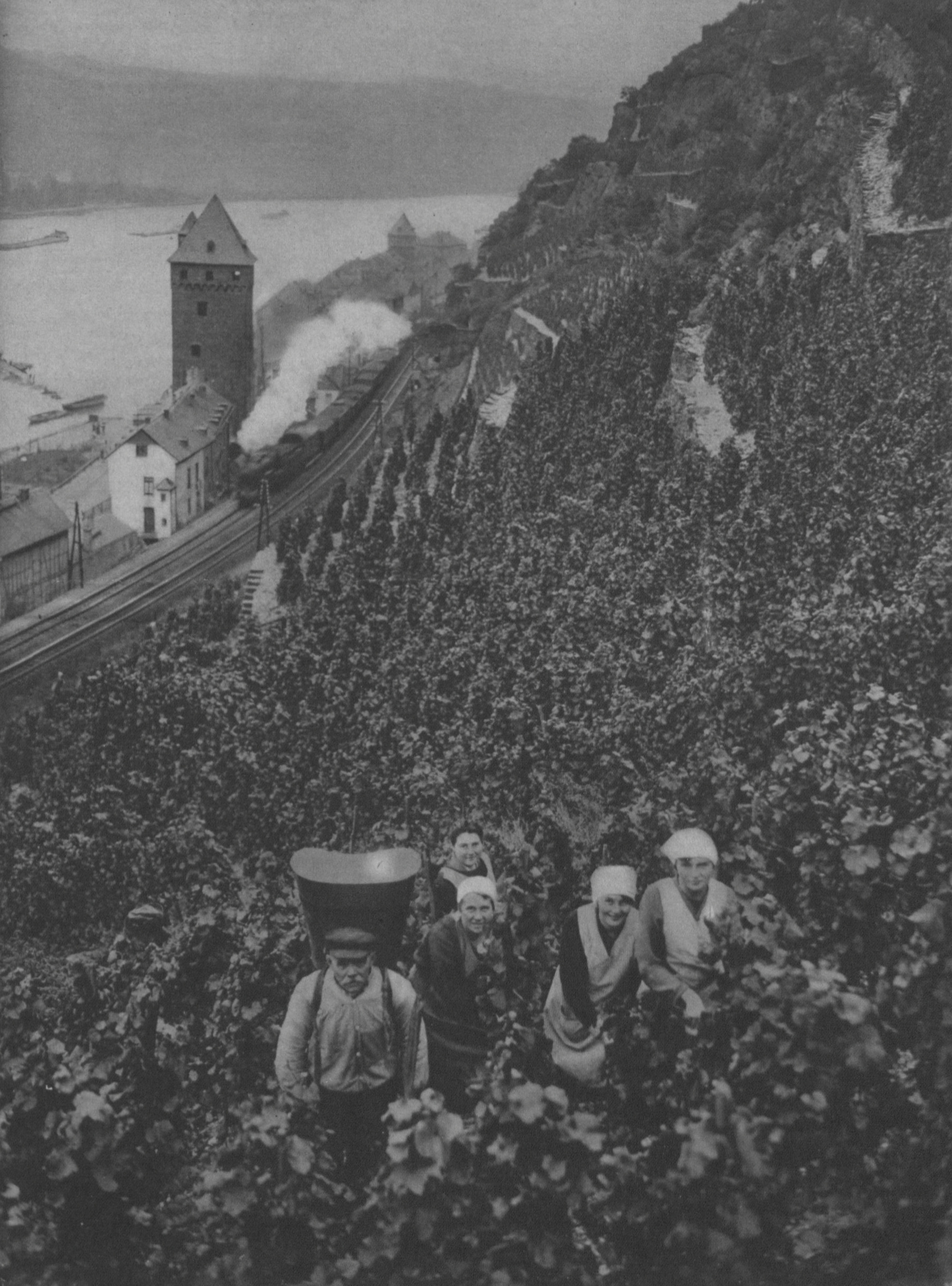
Weinlese bei St. Goarshausen am Rhein von Fritz Mielert (1927)

Fritz Mielert wurde 1879 in Niederschlesien als Sohn eines Maschinenmeisters geboren. Früh entdeckte Mielert die Leidenschaft für Landschaftsfotografie und unternahm ab 1897 ausgedehnte Wanderungen durch seine schlesische Heimat. Seine Entdeckungen und Erlebnisse hielt er dabei fotografisch fest. Ab 1901 begab er sich dann auch auf Fernreisen durch einige damals nur wenig bekannte und landschaftlich reizvolle Gebiete Südeuropas, Nordafrikas, Vorderasiens, insbesondere durch das Zweistromland, Ägypten, den Sudan und Marokko. Allein in der Zeit zwischen 1903 und 1927 machte er im In- und Ausland über 25.000 Fotos.
Mielert ergriff den Beruf des Lehrers und unterrichtete lange Zeit als Volksschullehrer im schlesischen Sprottau. Dort wurde am 27. Dezember 1912 auch sein dritter Sohn Harry Mielert geboren, der später als Germanist ebenfalls schriftstellerisch tätig wurde.
Ein Jahr nach der Geburt seines dritten Sohnes siedelte der damals 34-jährige Fritz Mielert mit seiner Familie nach Dortmund über, wo er schnell Kontakt zu mehreren Verlagen knüpfte, die seine Werke veröffentlichten.
Zum 1. Mai 1932 trat Mielert der NSDAP bei (Mitgliedsnummer 1.142.190). Im Nationalsozialismus wurde ihm in Dortmund die Bezirksleitung der Reichsschrifttumskammer, der berufsständischen Zwangsorganisation für Schriftsteller, übertragen.
1943 fiel sein Sohn Harry im Krieg. Sein Sohn Fritz war schon zwei Jahre vorher gefallen, nur sein Sohn Ernst überlebte den Krieg.
1947 starb Mielert im Alter von 68 Jahren in Dortmund.

## Bedeutung
Nationale Bekanntheit erlangte Mielert insbesondere durch sein vierbändiges, mit über 430 schwarz-weiß-Bildern bibliophil ausgestattetes Fotowerk Das schöne Westfalen, das in den 1920er Jahren im Dortmunder Verlag Ruhfus erschien – zu „volksnah günstigen“ Preisen in einer Gesamtauflage von über 100.000 Büchern. Neben etlichen Themen-Fotobänden erlangte auch das 1922 von ihm herausgegebene, großformatige, reich geschmückte und teure Westfalenbuch einen hohen Bekanntheitsgrad. Mielerts wesentliche Werke stammen aus den 1920er Jahren.

## Werke
Chronologische Sortierung nach Erstausgabe:
Bücher
- Bunte Bilder aus dem größten aller Kriege. Ernstes und Heiteres für das deutsche Volk. (Hausschatz-Bücherei Bd. 6) Verlag Friedrich Pustet. Regensburg. 1915.  334 S.
- Im Lande des Khedive. Verlag Friedrich Pustet. Regensburg und Rom. 1916. 317 S.
- Durch deutsche Bergwelten. Bücherei für Heimatfreunde Bd. 4. Lensing Verlag. Dortmund. 1920. 172 S.
- Durch Mecklenburg. Ein Buch für Heimat- besonders aber auch für Reuterfreunde. Verlag Otto Lenz. Leipzig. 1921. 255 S.
- Das schöne Westfalen. (4 Bände). Verlag Wilhelm Ruhfus. Dortmund. 1920–1926. 109, 115, 128, 134 S.
- Verträumte Städte. Deutsche Kleinstadtbilder. Verlag F. Dümmler. Berlin. 1921. 139 S.
- Du schönes Niedersachsen. (3 Bände; Teil 1: Hannover, Oldenburg, Bremen, Braunschweig, Schaumburg-Lippe, Hessen (nördl. Kassel); Teil 2: Lübeck, Mecklenburg, Lauenburg, Vorpommern mit Rügen, Usedom und Wollin; Teil 3: Hamburg, Schleswig-Holstein.). Johann Georg Holzwarth/Carl Schünemann. Bad Rothenfelde/Bremen. 1921–1923. 163, 126, 128 S.
- Herausgabe: Westfalenbuch. (Unter Mitwirkung von Künstlern und Schriftstellern der Vereinigung westfälischer Künstler und Kunstfreunde hg. von Fritz Mielert). Verlag J. u. A. Temming und Heilborn. Bocholt. 1922. 282 S.
- Westfalen. Münsterland – Industriegebiet – Sauerland – Siegerland. (Reihe: Monographien zur Erdkunde, Bd. 30). Velhagen & Klasing. Bielefeld. 1923. 152 S.
- Westfalen. G.D. Baedeker Verlag. Essen. 1925. 211 S.
- Das romantische Rheinland. (2 Bände) L. Holzwarth-Verlag. Bad Rothenfelde. 1923. 40, 104 S.
- Grüß Gott, Bayernland! (zwei Bände; zweiter Band in zwei Teilausgaben) L. Holzwarth-Verlag. Bad Rothenfelde. 1924. 158, 40+84 S.
- Mignonland. Ein deutsches Italienbuch. L. Holzwarth-Verlag. Bad Rothenfelde. 1924. 68 S. 
  - Ein deutsches Italienbuch. Verlag Wilhelm Ruhfus. Dortmund. 1925. 90 S. (2. erw. Aufl. Mignonland)
- Treue Ostmark. Ein deutsches Pflicht- und Ehrenbuch. Verlag Wilhelm Ruhfus. Dortmund. 1926. 103 S.
- Ostpreußen. Nebst dem Memelgebiet und der Freien Stadt Danzig. (Reihe: Monographien zur Erdkunde, Bd. 35). Velhagen & Klasing. Bielefeld. 1926. 163 S, urn:nbn:de:bsz:14-db-id19058414181. (Nachdruck: Bechtermünz Verlag. Augsburg. 1999. ISBN 3828902723)
- Wiesbaden. Berühmte Städte, Bäder, Landschaften. Bd. 1. Verlag Wilhelm Ruhfus. Dortmund. 1926. 38 S.
- Urväterland. (Teutoburger Wald) L. Holzwarth-Verlag. Bad Rothenfelde. 1927. 84 S.
- Romantik alter deutscher Städte. L. Holzwarth-Verlag. Bad Rothenfelde. 1935. 90 S.
- Deutsches Ahnengut im Westfalenland. Verlag der Ärztlichen Rundschau/Heger-Verlag. München. 1935. 134 S.
- Kampf um die Erde. Verlag Neuenfeldt. Breslau. 1936. 191 S.

Fotobeiträge und Aufsätze (Auswahl)
- Vom modernen Kirchenbau in Spanien. Archiv für Christliche Kunst. Stuttgart. XXVIII. 1910. (Aufsatz)
- Rudolf Presber (hg. von Franz Goerke): Geweihte Stätten. Vita-Verlag. Berlin. 1914. (Fotos von Louis Held, Fritz Mielert u. a.)
- Das Bauernhaus im Industriegebiet. in: Deutscher Bund für Heimatschutz in Verbindung mit dem Westfälischen Heimatbund und dem Rheinischen Verein für Denkmalpflege (Hg.): Das Land an der Ruhr. Berlin. 1923.
- Die Stubbenkammer. sowie Von Lauterbach nach der Insel Vilm. in: Unser Pommerland. VIII. Jg. 1923. Heft 7/8 "Rügen".
- Kortum als Verteidiger der Alchimie. in: Heimatblätter der Roten Erde. Heft 2 u. 11. 4. Jg. 1925.
- M. P. Block (Hrsg.): Der Gigant an der Ruhr. (Reihe "Das Gesicht der Städte"; mit Fotos von Erich Angenendt, Theodor Arens, Anton Meinholz, Fritz Mielert u. a.) Albertus-Verlag. Berlin. 1928. 304 S.
- Ferdinand Wagener: Kloster Brunnen in Geschichte und Erzählung. Th. Ruhrmann. Hüsten. 1929. 179 S.
- Bilderatlas zu Heinrich Harms: Erdkunde in drei Teilen. Verlag List und Bressensdorf. Leipzig. 1931. 150 S. (Heft 1: Deutschland. 16 S. – Heft 2: Europa. 16 S.)
- Karl Liebau: Mensch und Weltall. Mit Beiträgen von Fritz Mielert. Verlag Neuenfeldt. Breslau. 1936.
- Fotos in: Volk und Welt. Deutschlands Monatsbuch. Die Großzeitschrift der Anspruchsvollen. Band 6, Juni 1938. Verlag Volk und Welt. Hannover. 1938.

postum
- Wolfgang Berke, Manfred Vollmer: Bilderbuch Ruhrgebiet. Faszination Industriekultur. Neues Leben in alten Buden. Klartext-Verlag. Essen. 2005. ISBN 3-89861-421-2 (Fotos von Albert Renger-Patzsch, Chargesheimer, Mielert u. a.)